# FAREstudio
FAREstudio is een architectenbureau dat in 2006 in Rome is opgericht door Riccardo Vannucci en Giuseppina Forte. FARE streeft naar een concrete en materiële benadering van architectuur, een doelstelling die in de naam van het bureau tot uiting zou moeten komen.
De bekendste werken van FARE zijn de Centre pour le Bien-être des Femmes (CBF) (2007) in Ouagadougou, Burkina Faso, het nieuwe gemeentehuis van Dubai en het Ras Al Khor Wildlife Visitor's Centre, eveneens in Dubai.

## Geselecteerde projecten
Gisèle Kambou - Centre pour le Bien-être des Femmes et la prévention des mutilations génitales féminines  (CBF), Burkina Faso
Het vrouwengezondheidscentrum Gisèle Kambou in Ouagadougou, Burkina Faso (CBF) is opgericht door AIDOS, een Italiaanse NGO die strijdt voor de rechten van de vrouw in de ontwikkelingslanden. Het AIDOS-project is één van de internationale programma's van de groep die gericht zijn op het tegengaan van vrouwelijke genitale verminking. Het programma voor sociale en gezondheidsdiensten dat AIDOS met zijn plaatselijke partners heeft ontwikkeld, is gericht op het verstrekken van voorlichting en bewustmaking over de seksuele rechten van vrouwen in sector 27 van Ouagadougou, een buitenstedelijk gebied dat bewoond wordt door migranten van het platteland. Het architectonische project is een direct antwoord op een sociaal programma dat opriep tot de realisatie van een gebouwencomplex dat onderdak kon bieden aan een verscheidenheid van activiteiten onder moeilijke omstandigheden.
Het CBF, dat in 18 maanden door een plaatselijke aannemer in 2007 onder toezicht van FAREstudio is voltooid, is een functioneel en kosteneffectief antwoord op de door AIDOS geformuleerde behoeften, en vormt tegelijkertijd en in de eerste plaats een centrum van samenkomst en identiteit voor de hele plaatselijke gemeenschap. De technologische en typologische antwoorden die het project biedt, vormen samen met zijn sociale doelstellingen een vernieuwende benadering van de traditionele lokale bouwpraktijken en worden voorgesteld als de natuurlijke formele uitdrukking van de veranderingen en nieuwe benaderingen die door AIDOS worden gepromoot. Het project is gericht op de interactie tussen bebouwde ruimte en klimaat- en milieukwesties en gebaseerd op overwegingen van duurzaamheid en geschiktheid.
Het ontwerp is gebaseerd op de scheiding van de primaire activiteiten van de CBF in twee afzonderlijke, maar nauw met elkaar verbonden gebouwen: een Opleidingscentrum, gewijd aan management- en bewustmakingsactiviteiten, en een Adviescentrum, waar medische bezoeken, juridische bijstand en psychologische begeleiding bijna kosteloos aan de gemeenschap worden verstrekt. De volumes die de verschillende ruimten bevatten zijn onafhankelijk van de overkoepelende dakstructuur, geplaatst bovenop het platform en vrij geleed rond een reeks schaduwrijke en geventileerde patio's die privacy garanderen. De muren van het gebouw zijn opgetrokken uit BTC briques en terre comprimée (BTC), ofwel adobes die ter plaatse worden gemaakt met een ruw mengsel van aarde, zand en water, gestabiliseerd met cement en samengeperst met een hydraulische pers. Het maken van deze in de zon gebakken stenen kost geen extra energie voor vervoer en/of bakken, waardoor de milieu-impact beperkt bleef.
Mbera vluchtelingenkamp (ISM), Mauritanië
De Mbera kamp ligt in de zuidoostelijke hoek van Mauritanië op 50 km van de Malinese grens en biedt onderdak aan vluchtelingen die na de crisis van 2012 uit Mali zijn gevlucht. In februari 2014 was dit aantal meer dan 80.000. Het alternatief voor 'transitional shelter' is veel duurzamer dan het oorspronkelijke ontwerp. De discussie over het concept 'transitional' als semi-permanente constructie is nog open. Het comfort van de nieuwe klaslokalen is grotendeels gebaseerd op het effect (thermische isolatie) van de massieve zandzakwand: empirische tests wijzen uit dat de binnentemperatuur in de klaslokalen met zandzakken aanzienlijk lager is dan in andere constructies. Het gebruik van boven elkaar geplaatste zakken gevuld met zand als metselwerk, met een cementpleister op kippengaas voor beide zijden van de muur, wordt wereldwijd in bepaalde gebieden toegepast, en kan worden beschouwd als een geconsolideerde techniek. De verschillende fasen van de bouw komen overeen met de volgorde van de zeer eenvoudige bouwtechnieken die in gebruik zijn: het metsel- en pleisterwerk kan worden voltooid voordat het metaalwerk wordt aangebracht en het bouwproces kan gemakkelijk worden georganiseerd.
De klaslokalen zijn overdekt met een dubbellaags dak, waarbij de oorspronkelijke golfplaten zijn vervangen door een dekzeil dat op een reeks metalen spanten is aangebracht, waarvan de productie in Bassikonou was. De touwen zijn van polyester. Het licht hellende dak speelt een sleutelrol: het minimaliseert windeffecten en zorgen voor een natuurlijke ventilatie en verlichting van de binnenruimte. De binnenlaag wordt gevormd door traditionele textiel. De vloeren zijn los van de muren en worden gevormd door een laag banco, ofwel adobes waarop een betonnen vloer. Het gebouw is afgewerkt met ruw pleisterwerk dat met kalk is gewassen. De ruwheid van het pleisterwerk is een oplossing om scheuren te verbergen en om een licht zelfschaduwend effect op de muur te krijgen.

## Prijzen
De vrouwengezondheidscentrum CBF heeft diverse prijzen gewonnen:
- 2008: World Architecture Award, Health Category.[7]
- 2014: Philippe Rotthier Architecture Prize
- 2019: Genomineerd voor de Aga Khan Award for Architecture